# Iliana Calabró
Iliana Calabró (Buenos Aires, 1 de junio de 1966) es una actriz, conductora, comediante, vedette y cantante argentina. Es hija del reconocido comediante y actor Juan Carlos Calabró y hermana de la periodista de espectáculos Marina Calabró.

## Biografía

### Comienzos
Iliana Calabró nació en Buenos Aires el 1 de junio de 1966 en el seno de la familia conformada por Juan Carlos Calabró y Aída Elena Picardi ("Coca"). Empezó a estudiar teatro desde muy pequeña.

### Trayectoria en el mundo del espectáculo
Sus primeros papeles los consiguió gracias al apoyo de su padre, quien la hizo debutar en Calabromas. El programa que la dio a conocer a buena parte de la Argentina fue El Contra, que protagonizaban su padre Juan Carlos Calabró y Antonio Carrizo, donde Iliana hacía varios personajes, entre ellos el papel de Renata, la hermana italiana de Juan Carlos Calabró. También participó como elenco en la filmación de trece películas argentinas.
Luego se introdujo en el mundo del teatro de revistas, donde protagonizó varias obras de teatro del mismo género. En 2009 participó nuevamente en Revista Latina, en la ciudad de Carlos Paz. La obra quedó tercera en recaudaciones y fue premiada en los premios Carlos 2009. En 2011 hizo Qué gauchita mi mucama en el Teatro Melos de Villa Carlos Paz.
Su faceta como cantante se hizo visible en el reality show Cantando por un sueño introducido en Argentina como segmento del programa Showmatch conducido por Marcelo Tinelli. Junto a Ricardo Rubio, fueron los ganadores del concurso, logrando así beneficiar al Hospital Municipal Eva Perón de la ciudad de Punta Alta. Este reconocimiento le valió una nominación a los Premios Martín Fierro en la categoría «Revelación», a pesar de contar con casi 20 años de trayectoria, aunque no le fue otorgado el premio. A partir de ahí llegó a grabar un disco titulado Iliana, la morocha argentina, el cual a la semana de haber sido lanzado a la venta se convirtió en disco de oro. Este le sirvió para promocionar los espectáculos a la artista. El debut teatral se hizo antes de que el disco saliera a la venta y ella misma dijo que todo lo que hace se relaciona con el humor. 
Participó en el reality show Bailando por un sueño 2007 (también de Showmatch) y fue eliminada de este en la semana de hip-hop y cumbia, al perder la votación contra Celina Rucci. Gracias al repechaje del baile del caño realizado dos días después, su pareja de baile  Maximiliano D'Iorio volvió al concurso, pero acompañado por Claudia Fernández, ya que Calabró no quiso participar. En 2016 participó del programa Bailando 2016, donde obtuvo el noveno puesto tras seis meses de competencia.
Debutó como conductora en el programa Para siempre por Canal 13 en septiembre de 2007. Un año más tarde condujo El show de Iliana, por Magazine. En 2018 fue jurado del programa La Tribuna de Guido, emitido por Canal 13, y además se desempeñó como panelista en Los ángeles de la mañana. En 2019 realizó la coconducción desde Praga junto a Marley de Por el mundo por Telefe.

## Vida personal
En 1991, Iliana se casó con Fabián Rossi, con quien tuvo dos hijos: Nicolás (1994) y Stéfano (1999). La pareja se divorció en 2014, luego de que Rossi se viera involucrado en un escándalo de lavado de dinero.
Al poco tiempo comenzó una relación con el italiano Antonello Grandolfo. Sin embargo, se separó.

## Televisión
| Año         | Programa                              | Rol                            | Canal      | Notas                                 |  |
| ----------- | ------------------------------------- | ------------------------------ | ---------- | ------------------------------------- |  |
| 1978        | Calabromas                            |                                |            |                                       |  |
| 1992        | El Contra                             | Renata                         | Canal 9    |                                       |  |
| 2000 - 2001 | Campeones de la vida                  | Graciela                       | Canal 13   | Participación especial                |  |
| 2002        | 1000 millones                         | Rita                           | Canal 13   | Participación especial                |  |
| 2004        | Historias de sexo de gente común      | mujer que tiene sexo una noche | Telefe     |                                       |  |
| 2005        | Casados con hijos                     | Asistente del dentista         | Telefe     |                                       |  |
| 2005        | Una familia especial                  | María Inés                     | Telefe     | Participación especial                |  |
| 2006        | Showmatch: Cantando por un Sueño 2006 | Participante                   | Canal 13   | Ganadora                              |  |
| 2007        | Showmatch: Bailando por un sueño 2007 | Participante                   | Canal 13   | 15.ª eliminada                        |  |
| 2007        | Para siempre                          | Conductora                     | Canal 13   |                                       |  |
| 2008        | El show de Iliana                     | Conductora                     | Magazine   |                                       |  |
| 2009        | Showmatch: El Musical de tus Sueños   | Participante                   | Canal 13   | 12.ª eliminada                        |  |
| 2012        | Cantando por un sueño 2012            | Participante                   | Canal 13   | 19.ª eliminada                        |  |
| 2014        | Viviendo con las estrellas            | Celebridad                     | América TV |                                       |  |
| 2016        | Tu cara me suena 3                    | Participante de reemplazo      | Telefe     | Reemplazo temporal                    |  |
| 2016        | Showmatch: Bailando 2016              | Participante                   | El Trece   | 15.ª eliminada                        |  |
| 2019        | Por el mundo                          | Conductora invitada            | Telefe     |                                       |  |
| 2020        | Divina comida                         | Anfitriona semana 4            | Telefe     | 2.º puesto                            |  |
| 2020        | MasterChef Celebrity                  | Participante                   | Telefe     | 5.ª eliminada                         |  |
| 2021        | Buen plan                             | Conductora                     | Net TV     |                                       |  |
| 2022        | Los 8 escalones del millón            | Jurado                         | El Trece   | Reemplazo temporal de Carmen Barbieri |  |

## Cine
| Año  | Película                            | Personaje         | Notas |
| ---- | ----------------------------------- | ----------------- | ----- |
| 1985 | Mingo y Aníbal contra los fantasmas | ¿?                |       |
| 1987 | Johnny Tolengo, el majestuoso       | Gitana Montserrat |       |
| 1996 | Adiós, abuelo                       | ¿?                |       |
| 2005 | Papá se volvió loco                 | Ofelia            |       |

## Teatro
- 2002, La noche de las pistolas frías, Multiteatro junto a Emilio Disi, Tristán, Gisella Barreto, Paula Volpe y Yanina Zilly.
- 2004, El Klon recargado... de risa,  Teatro Enrique Carreras. Mar del Plata junto a Tristán, Beatriz Salomón, Carlos García, Natalia Fassi y Pablo Heredia.
- 2005, Terminéstor, Teatro Candilejas. Villa Carlos Paz junto a Miguel Ángel Cherutti, Jorge Guinzburg, Jesica Cirio y El "Bicho" Gómez.
- 2005 - 2006, Soltero y con dos viudas, Teatro Broadway - Teatro Metropolitan II junto a El Negro Álvarez, Ana Acosta, Evangelina Anderson, Gustavo Conti, Emiliano Rella, María Eugenia Ritó, Chino Volpato y Tamara Paganini.
- 2007, La familia con Iliana hace sonar la campana, Teatro La Campana. Mar del Plata junto a Waldo, Sebastián Almada y Ricardo Rubio.
- 2007, El ratón Pérez (Teatro El Nacional).[8] junto a Juan Acosta.
- 2008, Calabró + Calabró, The Family Show, Teatro Lido. Mar del Plata junto a Juan Carlos Calabró, Geraldine Neumann, Carlos García, Chachi Tedesco, Teto Medina, Ricardo Rubio, Ana Fontán y Marcelo Iripino.
- 2008, Le Referí Cornud Teatro Tabaris junto a Turco Naim, Rocío Marengo, Carna, Cinthia Fernández, Gustavo Conti y Mónica Farro.
- 2008, Coro Kennedy 25 años Auditorio de Belgrano junto a Coro Kennedy, Miguel Ángel Rodríguez, Manuela Bravo, La Tota Santillán, Cesar Isella, Divina Gloria, Guillermo Guido, Raúl Porchetto y elenco.
- 2009, La Revista Latina[9] Teatro Candilejas. Villa Carlos Paz junto a Jesica Cirio, Hugo Varela, El "Bicho" Gómez, Campi, Florencia Tesouro y María Martha Serra Lima.
- 2010, El Pueblo quiere Gozar  Teatro Mar del Plata junto a Miguel Ángel Cherutti, María Martha Serra Lima, Omar Calicchio, Jorge Corona y Delfina Geréz Bosco.
- 2011, El gran Burlesque... mucho más que una revista Teatro Corrientes de Mar del Plata junto a Juan Carlos Calabró, María Martha Serra Lima, Hernán Piquin, Fátima Florez, Ana Martínez, Gonzalo Costa, Maximiliano Diorio, Lorena Liggi y elenco.
- 2012, Qué gauchita mi mucama, Teatro Melos de Villa Carlos Paz, junto a Florencia de la V, Emilio Disi, Gladys Florimonte y elenco
- 2012, Mi hijo, mi mamá y mi cocina Teatro La Casona, unipersonal.
- 2014, Mansión Imposible Gira Nacional
- 2015, Family Teatro Libertad, Carlos Paz, con Aníbal Pachano.
- 2015-2016, Enredados, junto a Florencia de la V, Osvaldo Laport, Sebastián Almada, Fede Bal, Barbie Velez, Laurita Fernández, Ailen Bechara y más tarde Magui Bravi y Belen Etchart.
- 2016-2017, Abracadabra, junto con: Freddy Villareal, Pedro Alfonso, Tomás Fonzi, Silvina Luna, Charlotte Caniggia, Bicho Gómez, Florencia Vigna, El Polaco y mar tarde Alejandro Müller y Gustavo Conti.
- 2017-2018,  Mi vecina favorita, junto a Magui Bravi, Lizy Tagliani, Sebastián Almada, Macarena Rinaldi, Florencia Prada, Christian Sancho y Diego Pérez.
- 2018-2019,  Locos por Luisa, junto a Freddy Villareal, Pedro Alfonso, Tomás Fonzi, Paula Chaves, Diego Ramos y Sofía Jiménez.
- 2021, La mentirita, junto a Freddy Villarreal, René Bertrand, Laura Bruni, Rodrigo Noya y Morena Rial.
- 2021, Dígalo con mímica, Multiteatro, junto a Andrea Politti, Carlos Belloso y elenco
- 2022, Mi mujer se llama Mauricio, Teatro Candilejas 1, junto a Pablo Rago, Gonzalo Urtiberea, Alejandro Müller, Matias Ale, Adriana Brodsky y elenco
- 2022, Una noche en el hotel gira nacional, junto a Pedro Alfonso, Pachu Peña, Agustín Sierra, Rodrigo Noya, Rocío Igarzábal y elenco
- 2023, Sex, Teatro Melos, junto a Juan Palomino, Andrea Ghidone, Gabo Usandivaras, Barby Silenzi, Nacho Sureda y Flor Marcasoli. Dirección: José María Muscari
- 2025, Perdidamente, Teatro Multiteatro, junto a Ana Maria Picchio, Mirta Wons, Emilia Mazer, Leonor Benedetto. Dirección: José María Muscari

## Discografía
- 2006, Iliana, la morocha argentina.[10]
- 2009,  Yo soy Iliana.